# Modrzyk (roślina)

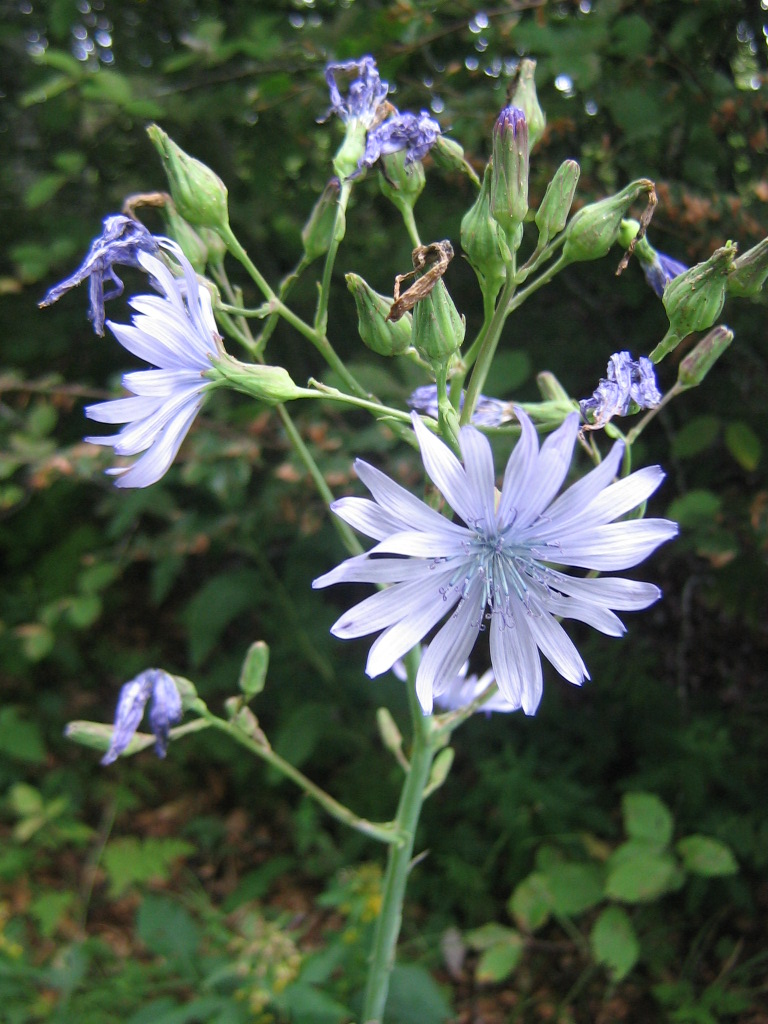
Modrzyk Plumiera

Modrzyk, cycerbita (Cicerbita Wallr.) – rodzaj roślin należący do rodziny astrowatych. Obejmuje 38–39 gatunków, przy czym zakres ujęcia rodzaju jest różny, m.in. bywa tu włączany rodzaj Mycelis z sałatnikiem leśnym (w takim ujęciu jako C. muralis). W innych ujęciach cały ten rodzaj wraz z Mycelis włączany jest do rodzaju sałata Lactuca. Rośliny występują w strefie umiarkowanej na półkuli północnej, zwykle na obszarach górskich w lasach, w siedliskach wilgotnych i cienistych. 
W Polsce dziko rośnie jeden gatunek – modrzyk górski (C. alpina), a kilka innych jest uprawianych. Jako ozdobne sadzone są zwłaszcza rośliny o kwiatach niebieskich (modrzyk Plumiera, Bourgeaue'ea, górski). W miejscach uprawy bywają inwazyjne.

## Morfologia
PokrójByliny kłączowe lub z korzeniem palowym, często okazałe (niektóre gatunki osiągają 3 m wysokości). Rośliny z sokiem mlecznym.
LiścieObejmujące łodygę, często lirowate, osiągają do 25 cm długości.
KwiatyTylko języczkowe zebrane w koszyczki, a te w okazałe wiechy lub podbaldachy. Okrywa tworzona jest przez liczne listki ułożone w kilku niewyraźnych rzędach. Listki zewnętrzne są wyraźnie mniejsze od wewnętrznych. Dno kwiatostanu bez plewinek i włosków, dołeczkowane, w środkowej części wypukłe. Kwiaty w koszyczkach są liczne, koloru niebieskiego, fioletowego, liliowego lub rzadko żółtego.
OwoceNiełupki wydłużone, mniej lub bardziej spłaszczone i często nieco wygięte, żeberkowane i kanciaste, na szczycie zwężone, ale bez dzióbka. Puch kielichowy złożony z włosków długich, jasnych i łamliwych, podobnej długości.

## Systematyka
Pozycja systematyczna
Rodzaj z podplemienia Lactucinae, plemienia Cichorieae z podrodziny Cichorioideae z rodziny astrowatych Asteraceae.
Wykaz gatunków
- Cicerbita acuminata Grossh.
- Cicerbita adenophora (Boiss. & Kotschy) Beauverd
- Cicerbita alii Roohi Bano & Qaiser
- Cicerbita alpina Wallr. – modrzyk górski, m. alpejski[5]
- Cicerbita auriculiformis (C.Shih) N.Kilian
- Cicerbita azurea (Ledeb.) Beauverd
- Cicerbita benthamii (C.B.Clarke) Roohi Bano & Qaiser
- Cicerbita boissieri (Rouy) C.Jeffrey
- Cicerbita bourgaei (Boiss.) Beauverd – modrzyk Bourgeau'ea[4]
- Cicerbita brassicifolia Beauverd
- Cicerbita chiangdaoensis H.Koyama
- Cicerbita crambifolia (Bunge) Beauverd
- Cicerbita crassicaulis (Trautv.) Beauverd
- Cicerbita deltoidea (M.Bieb.) Beauverd
- Cicerbita × favratii Wilczek
- Cicerbita garrettii (Kerr) H.Koyama
- Cicerbita kossinskyi Krasch.
- Cicerbita kovalevskiana Kirp.
- Cicerbita ladyginii (Tzvelev) N.Kilian
- Cicerbita macrophylla (Willd.) Wallr. – modrzyk wielkolistny[5], m. kaukaski[4]
- Cicerbita madatapensis Gagnidze
- Cicerbita mulgedioides Beauverd
- Cicerbita neglecta (Tzvelev) N.Kilian
- Cicerbita nepalensis Kitam.
- Cicerbita nuristanica Kitam.
- Cicerbita olgae Leskov
- Cicerbita pancicii Beauverd
- Cicerbita persica Beauverd
- Cicerbita plumieri (L.) Kirschl. – modrzyk Plumiera[4]
- Cicerbita prenanthoides (M.Bieb.) Beauverd
- Cicerbita putii (Kerr) H.Koyama
- Cicerbita racemosa (Willd.) Beauverd
- Cicerbita roborowskii (Maxim.) Beauverd
- Cicerbita scoparia (Rech.f. & Köie) Kitam.
- Cicerbita sonchifolia (Vis. & Pancic) Beauverd
- Cicerbita songarica (Regel) Krasch.
- Cicerbita thianschanica Beauverd
- Cicerbita variabilis (Bornm.) Bornm.
- Cicerbita zeravschanica Popov
- Cicerbita zhenduoi (S.W.Liu & T.N.Ho) N.Kilian